# クリストファー・タボリ
クリストファー・タボリ（Kristoffer Tabori、1952年8月4日 - ）は、アメリカ合衆国の俳優、映画監督。

## 作品
- ファイアーボール
- 宇宙戦争ZERO
- ディープ・インパクト2008
- ヘッドハンター
- 弁護人
- スリープウォーカー

## 出演作品
- ワイルド・ボンデージ
- ナイト・トラップ
- タイムマシーンにお願い シーズン3
- 黒豹刑事ブレイカー
- 暗黒の檻を暴け
- 恐怖の不時着飛行(デヴィッド・カーライル)
- 知りすぎた17才
- スイート・チャリティ